# Polska na zawodach Pucharu Europy w Lekkoatletyce 1983
Polska na zawodach Pucharu Europy w Lekkoatletyce 1983 – wyniki reprezentacji Polski w 9. edycji Pucharu Europy w 1983.
Obie reprezentacje, męska i żeńska, wystąpiły w finale „A”, który odbył się w dniach 20–21 sierpnia 1983 w Londynie.

## Mężczyźni
Polska zajęła 5. miejsce wśród ośmiu drużyn, zdobywając 86,5 punktów.
- 100 m: Krzysztof Zwoliński – 7 m. (10,77)
- 200 m: Marian Woronin – 5 m. (21,15)
- 400 m: Jan Pawłowicz – 8 m. (47,62)
- 800 m: Piotr Kurek – 6 m. (1:47,27)
- 1500 m: Piotr Kurek – 3 m. (3:43,65)
- 5000 m: Jerzy Kowol – 7 m. (14:00,01)
- 10000 m: Bogumił Kuś – 7 m. (29:20,87)
- 110 m ppł: Romuald Giegiel – 3 m. (13,88)
- 400 m ppł: Ryszard Szparak – 3 m. (49,65)
- 3000 m z przeszkodami: Bogusław Mamiński – 1 m. (8:24,80)
- skok wzwyż: Jacek Wszoła – 5 m.= (2,19 ex equo z jeszcze jednym zawodnikiem)
- skok o tyczce: Tadeusz Ślusarski – 5 m. (5,20)
- skok w dal: Włodzimierz Włodarczyk – 4 m. (7,78)
- trójskok: Zdzisław Hoffmann – 2 m. (16,94)
- pchnięcie kulą: Edward Sarul – 1 m. (20,54)
- rzut dyskiem: Dariusz Juzyszyn – zdyskwalifikowany za doping (pierwotnie 4 m. z wynikiem 62,40)
- rzut młotem: Zdzisław Kwaśny – 2 m. (80,18 – rekord Polski)
- rzut oszczepem: Stanisław Górak – 5 m. (81,68)
- sztafeta 4 × 100 m: Krzysztof Zwoliński, Zenon Licznerski, Czesław Prądzyński, Marian Woronin – 3 m. (38,97)
- sztafeta 4 × 400 m: Tadeusz Rogiński, Ryszard Szparak, Czesław Prądzyński, Jan Pawłowicz – 7 m. (3:07,41)

## Kobiety
Polska zajęła 7. miejsce wśród ośmiu drużyn, zdobywając 43 punkty.
- 100 m: Ewa Kasprzyk – 6 m. (11,62)
- 200 m: Ewa Kasprzyk – 8 m. (23,98)
- 400 m: Elżbieta Kapusta – 8 m. (53,41)
- 800 m: Jolanta Januchta – 4 m. (2:00,70)
- 1500 m: Renata Kokowska – 7 m. (4:19,41)
- 3000 m: Wanda Panfil – 6 m. (9:18,31)
- 100 m ppł: Lucyna Langer-Kałek – 2 m. (12,97)
- 400 m ppł: Anna Maniecka – 8 m. (58,83)
- skok wzwyż: Danuta Bułkowska – 6 m. (1,87)
- skok w dal: Urszula Jaros – 6 m. (6,26, wiatr +2,6)
- pchnięcie kulą: Bogumiła Suska – 8 m. (15,58)
- rzut dyskiem: Danuta Majewska – 6 m. (58,36)
- rzut oszczepem: Genowefa Olejarz – 3 m. (63,12)
- sztafeta 4 × 100 m: Lucyna Langer-Kałek, Ewa Kasprzyk, Anna Ślipiko, Iwona Pakuła – 7 m. (44,38)
- sztafeta 4 × 400 m: Ewa Piasek, Małgorzata Dunecka, Jolanta Januchta, Elżbieta Kapusta – 7 m. (3:32,60)